# فيرنون دوك
فيرنون دوك (بالإنجليزية: Vernon Duke)  (و. 1903 – 1969 م) هو ملحن، وشاعر من الولايات المتحدة، والإمبراطورية الروسية، ولد في روسيا البيضاء، توفي في سانتا مونيكا، كاليفورنيا، عن عمر يناهز 66 عاماً، بسبب سرطان.

## التعليم
تعلم في أكاديمية تشايكوفسكي الوطنية للموسيقى.

## وصلات خارجية
- فيرنون دوك على موقع IMDb (الإنجليزية)
- فيرنون دوك على موقع الموسوعة البريطانية (الإنجليزية)
- فيرنون دوك على موقع ميوزك برينز (الإنجليزية)
- فيرنون دوك على موقع قاعدة بيانات برودواي على الإنترنت (الإنجليزية)
- فيرنون دوك على موقع قاعدة بيانات برودواي على الإنترنت (الإنجليزية)
- فيرنون دوك على موقع إن إن دي بي (الإنجليزية)
- فيرنون دوك على موقع أول ميوزيك (الإنجليزية)
- فيرنون دوك على موقع ديسكوغز (الإنجليزية)
- فيرنون دوك على موقع قاعدة بيانات الفيلم (الإنجليزية)

- فيرنون دوك في قاعدة بيانات الأفلام على الإنترنت